# Castelmola
Castelmola ist eine italienische Gemeinde in der Metropolitanstadt Messina in der Autonomen Region Sizilien mit 1071 Einwohnern (Stand 31. Dezember 2023) und ist Mitglied der Vereinigung I borghi più belli d’Italia (Die schönsten Orte Italiens).

## Lage und Daten
Die Gemeinde liegt 529 m s.l.m. auf dem Gipfel des Monte Tauro. Die Entfernung zur Nachbargemeinde Taormina beträgt drei Kilometer, nach Messina sind es 46 Kilometer, nach Catania 56 Kilometer. Haupterwerbszweig der Einwohner ist der Tourismus.
Die Nachbargemeinden sind Gaggi, Letojanni, Mongiuffi Melia und Taormina.

## Geschichte
Castelmola wurde im 8. Jahrhundert v. Chr. von den Sikelern gegründet. Im Jahr 392 v. Chr. wurde die Stadt zusammen mit Taormina von Dionysios I. zerstört und 350 v. Chr. wieder aufgebaut. Im Jahr 902 wurde der Ort erneut von den Arabern zerstört. Im Mittelalter war Castelmola im Besitz verschiedener adliger Familien. Von 1929 bis 1947 gehörte der Ort zu Taormina.

## Bauwerke
- Kirche San Giorgio an der Piazza Antonio aus dem 17. Jahrhundert
- Kastell aus dem Mittelalter, im 16. Jahrhundert erweitert
- Wallfahrtskirche Madonna della Rocca auf halber Wegstrecke nach Taormina, erbaut im 17. Jahrhundert
- Cocolamazzo di Mola, Schachtgräber vom 10. bis zum 7. Jahrhundert v. Chr.